# علف فتق (سرده)
علف فتق (نام علمی: Herniaria) نام یک سرده از تیرهٔ میخکیان است.